# Tinh vân Mắt Mèo
Tinh vân Mắt Mèo (NGC 6543) là một tinh vân hành tinh trong chòm sao Thiên Long. Về mặt cấu trúc, nó là một trong những tinh vân phức tạp nhất đã được quan sát, với các ảnh chụp từ Kính viễn vọng Không gian Hubble cho thấy các cấu trúc như các nút thắt, các tia phụt ra hay các đường cung.
Nó được khám phá bởi William Herschel ngày 15 tháng 2 năm 1786, và là tinh vân hành tinh đầu tiên có quang phổ được nghiên cứu, bởi nhà thiên văn nghiệp dư người Anh William Huggins vào năm 1864.
Các nghiên cứu hiện đại cho thấy nhiều điều bí hiểm về tinh vân này. Độ phức tạp của cấu trúc có thể là do các vật chất bị phụt ra từ một sao đôi trung tâm, tuy nhiên, chưa có một bằng chứng trực tiếp về sự hiện diện của sao đi kèm với sao trung tâm. Ngoài ra, việc đo đạc nồng độ các chất hóa học cho thấy sự khác biệt lớn giữa kết quả đo bằng hai phương pháp khác nhau; một sự khác biệt vẫn chưa được giải thích.

## Thông tin chung
NGC 6543 là một tinh vân hành tinh được nghiên cứu nhiều. Nó khá sáng, với cấp sao biểu kiến 8.1, và cũng có độ sáng bề mặt lớn. Nó nằm tại xích kinh 17h 58.6m và xích vĩ +66°38'. Xích vĩ cao của nó cho phép nó có thể được quan sát dễ dàng từ bắc bán cầu Trái Đất, nơi mà đa số các kính thiên văn trước đây được lắp đặt. NGC 6543 nằm gần như trùng với hướng đến Cực bắc hoàng đạo.
Phần tinh vân sáng phía trong khá nhỏ, với đường kính 20 arcsec, nó có quầng hào quang lớn, chứa các vật chất do ngôi sao trung tâm phóng ra trong giai đoạn nó còn là sao đổ khổng lồ. Quầng hào quang này có đường kính 386 arcsec (6,4 arcmin).
Các quan sát cho thấy phần trung tâm của tinh vân có mật độ 5.000 hạt/cm³ và nhiệt độ khoảng 8.000 K. Quầng hào quang bên ngoài có nhiệt độ cao hơn, vào cỡ 15.000 K và mật độ thấp hơn nhiều.
Sao trung tâm của NGC 6543 là một sao loại O, có nhiệt độ bề mặt khoảng 80.000 K. Nó sáng gấp 10.000 lần Mặt Trời, trong khi bán kính của nó chỉ bằng 0,65 lần Mặt Trời. các nghiên cứu quang phổ học cho thấy ngôi sao này đang mất dần khối lượng do phóng ra gió sao với tốc độ 3,2×10−7 khối lượng Mặt Trời mỗi năm - tức khoảng 20 nghìn tỷ tấn mỗi giây. Tốc độ của gió này là 1900km/s. Các tính toán cho thấy sao trung tâm có khối lượng chỉ hơn Mặt Trời chút xíu, tuy nhiên lần ngược về quá khứ, nó có khối lượng ban đầu khoảng 5 lần Mặt Trời.

## Quan sát
Tinh vân này được William Herschel tìm thấy ngày 15 tháng 2 năm 1786, và là tinh vân hành tinh đầu tiên được quan sát với phổ kế, bởi William Huggins năm 1864. Quan sát của Huggins là dấu hiệu đầu tiên cho thấy tinh vân hành tinh này chứa các khí có mật độ rất thấp (rất loãng). Từ những quan sát đầu tiên này, NGC 6543 đã được nghiên cứu kỹ lưỡng trong toàn dải phổ điện từ.

### Quan sát hồng ngoại
Quan sát NGC 6543 ở các bước sóng hồng ngoại cho thấy sự hiện diện của bụi nằm bao bọc quanh tinh vân ở nhiệt độ thấp. Bụi được cho là hình thành ở giai đoạn cuối của vòng tiến hóa của sao trung tâm. Các hạt bụi hấp thụ ánh sáng của sao trung tâm và tỏa ra bức xạ vật đen có cực đại ở vùng hồng ngoại. Phổ phát xạ của các hạt bụi cho thấy nhiệt độ của chúng vào cỡ 70 K.
Bức xạ hồng ngoại cũng cho thấy sự có mặt của các vật chất chưa bị ion hóa như phân tử hiđrô (H2). Trong nhiều tinh vân hành tinh, bức xạ của các phân tử mạnh hơn ở khoảng cách xa sao hơn, khi có nhiều vật chất chưa bị ion hóa hơn. Tuy nhiên bức xạ của phân tử hiđrô ở NGC 6543 lại sáng hơn ở phần trong. Lý do có thể là các phân tử hiđrô bị kích thích bởi sóng sốc do các vật chất phóng ra từ sao trung tâm chuyển động với tốc độ khác nhau và va vào nhau.

### Quan sát quang học và tử ngoại
NGC 6543 được quan sát rất nhiều trong vùng tử ngoại và quang phổ. Các quan sát phổ học tại các bước sóng này cho phép xác định thành phần hóa học của tinh vân, đồng thời cho thấy cấu trúc phức tạp của nó.
Kính viễn vọng Không gian Hubble trình bày trong phần này dùng màu giả, để cho thấy rõ các vùng bị ion hóa nhiều hay ít. Nó được ghép lại từ ba ảnh chụp riêng rẽ, lọc ra bước sóng của hiđrô bị ion hóa một lần (656,3 nm), nitơ bị ion hóa một lần (658,4 nm) và oxy bị ion hóa hai lần (500,7 nm). Các ảnh này khi được ghép lại dùng kênh đỏ, xanh lục và xanh lam, dù rằng màu thực của chúng là đỏ, đỏ và xanh lục. Ảnh này cho thấy hai cùng vật chất ít bị ion hóa ở rìa tinh vân.

### Quang sát tia X
Các quan sát trong vùng tia X được thực hiện gần đây bởi Đài quan sát tia X Chandra. Chúng cho thấy sự có mặt của các khí rất nóng nằm trong NGC 6543. Ảnh chụp nằm trên đầu bài viết này là tổng hợ từ ảnh quang học của Kính viễn vọng Không gian Hubble với ảnh chụp bởi Đài quan sát tia X Chandra. Có thể các chất khí nóng là keest quả của tương tác rất dữ dội giữa dòng gió sao chuyển động nhanh với các vật chất bị phóng ra từ trước đó. Tương tác này làm cho vùng bên trong của tinh vân bị rỗng.
Ảnh chụp của Đài quan sát tia X Chandra cũng cho thấy các tia X được phóng ra từ một tâm điểm nằm đúng vị trí của sao trung tâm. Các lý thuyết không hề tiên đoán rằng sao trung tâm phát ra nhiều tia X, do đó đây là một điều bí ẩn. Điều này có thể gợi ý về swuj có mặt của một đĩa bồi đắp trong hệ sao đôi.

## Khoảng cách
Thường khoảng cách đến các tinh vân hành tinh khó có thể xác định chính xác. Có nhiều phương pháp để ước lượng khoảng cách tới các tinh vân hành tinh dựa trên các giả thuyết tổng quát, và có thể không chính xác đối với từng đối tượng cụ thể.
Những năm gần đây, quan sát bởi Kính viễn vọng Không gian Hubble cho phép áp dụng phương pháp mới. Hầu hết các tinh vân hành tinh đều đang giãn nở, các quan sát cách nhau nhiều năm với độ phân giải góc lớn co thể giúp đo khoảng cách góc giãn nở. Thông thường đường kính của các tinh vân hành tinh chỉ tăng thêm vài miliarcsec mỗi năm. Quan sát quang phổ học giúp xác định vận tốc của các phần giãn nở trong tinh vân, dọc theo phương quan sát, sử dụng hiệu ứng Doppler. So sánh khoảng cách góc giãn nở với vận tốc giãn nở, khoảng cách đến tinh vân có thể được tìm ra.
Các quan sát của Kính viễn vọng Không gian Hubble về NGC 6543 trong nhiều năm đã cho thấy tinh vân này đang nở ra với tốc độ 10 miliarcsec mỗi năm. Các quan sát quang phổ học với tinh vân này vận tốc giãn nở tuyệt đối dọc theo phương quan sát là 16,4 km/s. Các kết quả này cho thấy NGC 6543 đang ở khoảng cách 1000 parsec (3×1019 m) so với Trái Đất.

## Tuổi
Độ giãn nở trong kích thước góc của tinh vân cũng có thể được dùng để ước lượng tuổi của tinh vân. Nếu giả thiết rằng tinh vân luôn giãn nở với tốc độ không đổi, thì để đạt kích thước góc 20 arcsec với tốc độ 10 miliarcsec mỗi năm; nó đã phải giãn nở như vậy trong vòng 1000 năm qua. Đây có thể là giới hạn trên cho tuổi của tinh vân, do các vật chất được phóng ra sẽ đi chậm dần lại do van chạm với các vật chất đã bị phóng ra từ trước trong các gia đoạn sớm hơn trong vòng đời của sao trung tâm, cũng như va chạm với không gian liên sao.

## Thành phần hóa học
Giống như đa số các thiên thể, NGC 6543 chứa chủ yếu là hiđrô và heli, và lượng nhỏ các nguyên tố hóa học nặng hơn. Thành phần hóa học chính xác có thể được xác định bởi nghiên cứu quang phổ của tinh vân. Nồng độ các chất thường được so sánh với hiđrô, nguyên tố chiếm đa số.
Các nghiên cứu khác nhau thường cho các kết quả đo hơi khác nhau. Lý do là các quang phổ kế đi kèm với các kính viễn vọng thường không thu thập hết mọi ánh sáng từ thiên thể mà chỉ thu ánh sáng từ một phần của nó, qua các khe hẹp. Điều này nghĩa là, các quan sát khác nhau do lấy mẫu các phần khác nhau của tinh vân.
Tuy nhiên, kết quả đo với NGC 6543 thường cho thấy, so với hiđrô, nồng độ heli là 0,12, cácbon và nitơ là 3×10−4, oxy là 7×10−4. Đây là các giá trị gần với các kết quả thu được trên các tinh vân hành tinh khác, trong đó cácbon, nitơ và oxy đều nhiều hơn so với Mặt Trời. Lý do là quá trình tổng hợp hạt nhân đã kéo dài trong suốt vòng đời của sao trung tâm, lâu hơn so với Mặt Trời, đã làm vật chất trong sao giàu các nguyên tố này hơn trước khi chúng được phóng ra thành tinh vân hành tinh ở giai đoạn cuối của sao.
Các nghiên cứ chi tiết về phổ của NGC 6543 cho thấy tinh vân này chứa các phần vật chất nhỏ rất giàu các nguyên tố nặng; các nghiên cứu này được bàn đến bên dưới.

## Động học và cấu trúc
Tinh vân Mắt Mèo có cấu trúc phức tạp, và cơ chế tạo nên những cấu trúc này vẫn chưa được hiểu rõ.
Cấu trúc phần sáng của tinh vân được sinh ra do tương tác giữa dòng gió sao chuyển động nhanh, phát ra từ sao trung tâm với các vật chất bị phóng ra trong giai đoạn trước đó của sao. Tương tác này tạo ra vùng có nhiệt độ cao và bức xạ tia X như nhắc đến bên trên. Trong tương tác này, gió sao đã quét rỗng vùng bên trong của tinh vân.
Cũng có bằng chứng cho thấy phần trung tâm của tinh vân là hệ sao đôi. Hệ này co stheer tạo ra đĩa bồi đắp làm vật chất chuyển từ sao này sang sao kia và tạo ra dòng phụt vật chất từ vùng cực của đĩa. Dòng phụt này sẽ tương tác dữ dội với các vật chất đã phóng ra trước đó, bức xạ ra tia X. Theo thời gian, hướng phun vật chất từ đĩa bồi đắp sẽ thay đổi theo sự tiến động của trục đĩa.
Bên ngoài vùng sang trung tâm của tinh vân, có các vòng đồng tâm, có thể là đã được phóng ra trước khi tinh vân hình thành, khi sao trung tâm còn ở giai đoạn sao đỏ khổng lồ trên biểu đồ Hertzsprung-Russell. Các vòng này cách đều nhau, cho thấy cơ chế phóng vật chất ra dao động đều đặn, với các khoảng cách thời gian và tốc độ phóng vật chất bằng nhau.
Bên ngoài cùng, một hào quang mờ mở rộng ra tới những khoảng cách lớn. Hào quang này cũng được tạo ra từ lâu trước khi tinh vân chính được hình thành.

## Những điều cần giải đáp
Dù cho đã được nghiên cứu nhiều, Tinh vân Mắt Mèo vẫn có nhiều điều bí hiểm. Các vòng đồng tâm có vẻ như được phóng ra ở các khoảng cách thời gian là vài trăm năm, đây là hiện tượng khó giải thích với mô hình hiện nay về tiến hóa của sao. Sự dao động nhiệt, được cho là khởi đầu quá trình tạo ra tinh vân, có chu kỳ cỡ mười nghìn năm, trong khi các dao động bề mặt được cho là diễn ra theo chu kỳ vài năm đến vài thập kỷ. Chưa có cơ chế nào được biết có khả năng giải thích các vòng đồng tâm của Tinh vân Mắt Mèo.
Phổ của tinh vân chứa các vạch phổ phát xạ chồng lên nền bức xạ liên tục. Các vạch phổ phát xạ có thể được tạo ra do kích thích va chạm giữa các ion trong tinh vân, hay bởi sự tái hấp thụ electron vào với ion. Các vạch phổ do kích thích va chạm thường sáng hơn nhiều các vạch do tái hập thụ electron, và thường được dùng để xác định nồng độ các chất hóa học trong tinh vân. Tuy nhiên, các nghiên cứu gần đây tìm nồng độ các chất hóa học từ các vạch phổ tái hấp thụ của NGC 6543 cho kết quả cao gấp khoảng ba lần kết quả truyền thống, thu từ vạch phổ do kích thích va chạm. Chưa có kết luận dứt khoát về nguyên nhân của sai khác này. Cách giải thích hiện có bao gồm: sự có mặt của một bộ phận vật chất giàu nguyên tố nặng, hay sự dao động mạnh về nhiệt độ giữa các phần của tinh vân.